# بکلس
longitudeبکلسlatitudeبکلس
بکلس (به انگلیسی: Beccles) یک شهرک در بریتانیا است که در Waveney واقع شده‌است.

## خصوصیات
بکلس ۱۰٬۱۲۳ نفر جمعیت دارد.